# Johann Peter von Langer
Johann Peter von Langer (avant le 1er juillet 1756 à Calcum près de Düsseldorf ; 6 août 1824 à Munich) est un peintre prussien.

## Biographie
Langer commence ses études à Düsseldorf sous la direction de Krahn, devient professeur en 1784 et en 1789 directeur de l'Académie des beaux-arts de Düsseldorf et plus tard directeur du Musée de la ville. Entretemps il voyage aux Pays-Bas et à Paris. En 1806, il devint directeur de l'Académie des beaux-arts de Munich.

## Œuvres

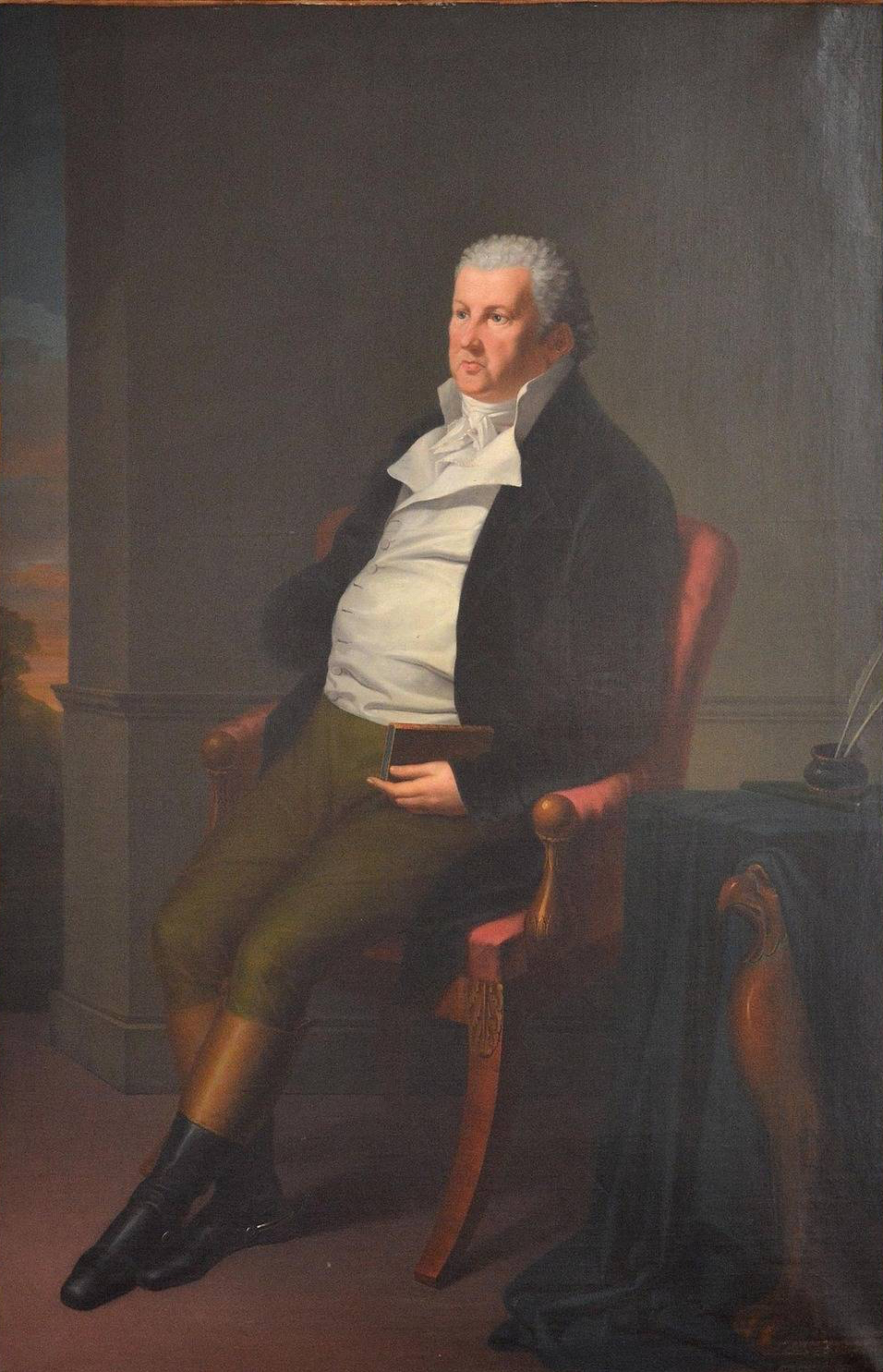
Portrait du banquier Aron Elias Seligmann, baron von Eichthal (1747-1824)

Loanger peint essentiellement des tableaux religieux mais aussi des tableaux d'histoire profane. Il fournit également de nombreux dessins, portraits et gravures. Les coloris de Langer sont meilleurs que ceux de la plupart de ses contemporains, ses personnages sont bien étudiés. Sa composition est d'un froid académisme classique qui prévalait à l'Académie de Munich sous sa direction. Par conséquent il s'opposa fermement à d'autres talents différents tels que Peter von Cornelius et Schwanthaler.
Robert von Langer est son fils et élève.

## Sources
- Meyers Konversations-Lexikon, 4. Auflage von 1888–1890

- (de) Cet article est partiellement ou en totalité issu de l’article de Wikipédia en allemand intitulé « Johann Peter von Langer » (voir la liste des auteurs).